# David Gerrold
David Gerrold (nacido como Jerrold David Friedman, el 24 de enero de 1944 en la ciudad de Chicago, Illinois, Estados Unidos) Es un guionista y novelista de ciencia ficción estadounidense. Es conocido por ser guionista de la serie Star Trek, La Serie Original, especialmente por el capítulo de culto "Los tribbles y sus tribulaciones". Su novela "Un niño de otro mundo" ganó los premios Nébula y Hugo y fue adaptada al cine en el año 2007 y fue protagonizada por John Cusack.

## Reseña biográfica
Gerrold nació Jerrold David Friedman en el seno de una familia judía el 24 de enero de 1944 en Chicago, Illinois. Asistió a la Escuela Secundaria Van Nuys y se graduó en Los Angeles Valley College y San Fernando Valley State College (ahora California State University, Northridge). 

## Star Trek

### Star Trek: La Serie Original
A los pocos días de ver el estreno de la serie de Star Trek el 8 de septiembre de 1966, Gerrold, de 22 años de edad, escribió un boceto de sesenta páginas para un episodio en dos partes llamado "Tomorrow Was Yesterday" (El mañana fue ayer), sobre el descubrimiento por parte del Enterprise de una nave lanzada desde la Tierra siglos antes. Aunque el productor de Star Trek, Gene L. Coon, rechazó el proyecto, se dio cuenta de que Gerrold tenía talento y le pidió otras ideas. Gerrold presentó cinco premisas.
La quinta premisa, "The Fuzzies", también fue rechazada inicialmente por Coon, pero un tiempo después cambió de opinión y llamó al agente de Gerrold para que la aceptara. El capítulo finalmente se llamaría "The Trouble With Tribbles" (Los tribbles y sus tribulaciones). El nombre "Fuzzy" fue cambiado porque H. Beam Piper había escrito novelas sobre una especie alienígena ficticia del mismo nombre (ver Little Fuzzy). Gerrold escribió más tarde dos libros sobre la serie: The Trouble With Tribbles, que cuenta toda la historia sobre la producción del episodio y sus premisas anteriores, y otro titulado The World of Star Trek, donde hace un análisis de la serie, criticando algunos de los elementos del espectáculo, en particular el hábito de Kirk de colocarse en situaciones peligrosas y liderar él mismo los equipos de aterrizaje. 

### Star Trek: La Serie Animada
Gerrold contribuyó con dos historias para Star Trek: La Serie Animada, que se extendió de 1973 a 1974: "More Tribbles, More Troubles" y "Bem". "Bem" definía segundo nombre de James T. Kirk, que se reveló que era Tiberio. 

### Star Trek: La Nueva Generación
Muchos de los cambios que Gerrold había defendido en The World of Star Trek fueron incorporados a Star Trek: The Next Generation cuando debutó en 1987. Colaboró solamente al principio de la primera temporada.
Gerrold escribió un guion para Star Trek: The Next Generation titulado "Blood and Fire", que incluía una metáfora del SIDA y una pareja gay en la tripulación de la nave. Gerrold escribió este guion en respuesta a estar con Roddenberry en una convención en 1987 donde había prometido que la próxima serie de Next Generation trataría el tema de la orientación sexual en el futuro igualitario. El guion fue comprado por los productores, pero finalmente fue archivado.
Otras colaboraciones con la franquicia
Gerrold había querido aparecer en la pantalla en un episodio de Star Trek, particularmente "The Trouble with Tribbles". El personaje del alférez Freeman, que aparece en la famosa escena de los bares con los klingons, fue concebido originalmente por Gerrold para ser interpretado por él mismo, pero otro actor se encargó de ello, ya que Gerrold era demasiado delgado en ese momento. También tuvo una especie de cameo en "Star Trek La serie Animada": "Más Tribbles, Más Problemas" donde un alférez muy delgado le dice a Kirk que selle el área de la sala del transportador. Gerrold también proporcionó la voz de los alienígenas en "The Jihad". Gerrold apareció como extra en Star Trek: LA Película. No apareció en una serie de Trek hasta Star Trek: Espacio Profundo Nueve, cuando hizo de guardia de seguridad en "Trials and Tribble-ations", ambientada en el marco temporal de su episodio original.
Gerrold escribió una novela de la serie Star Trek: La Nueva Generación, llamada "Encounter at Farpoint", publicada en 1987, y una novela de Star Trek, La Serie Original, titulada The Galactic Whirlpool, publicada en 1980, que se basaba en su guion "Tomorrow Was Yesterday". En 2006, con motivo del 40.º aniversario de Star Trek, coeditó, junto con Robert J. Sawyer, una colección de ensayos titulada Boarding the Enterprise.

## Otros trabajos en televisión
Después de su éxito con "The Trouble with Tribbles", Gerrold continuó escribiendo guiones de televisión (principalmente para series de ciencia ficción como Land of the Lost, Babylon 5, Sliders y La Dimensión Desconocida). También ha hecho varias apariciones no acreditadas en la serie The Big Bang Theory.

## Novelas de Ciencia Ficción
Gerrold es el autor de la serie de libros War Against the Chtorr, sobre una invasión de la Tierra por misteriosos extraterrestres: A Matter for Men (1983), A Day for Damnation (1985), A Rage for Revenge (1989) y A Season for Slaughter (1993).
También el autor de la serie de libros Star Wolf, centrada en la nave estelar Star Wolf y su tripulación: Voyage of the Star Wolf (1990), The Middle of Nowhere (1995), Blood and Fire (2004), y Yesterday's Children (1972), que en realidad es una novela anterior que presenta el mismo personaje principal y que luego se expandió a los siguientes libros. 
Un niño de otro mundo es una novela semiautobiográfica, basada en las propias experiencias del autor como padre adoptivo soltero, con la mayoría de los momentos clave extraídos de hechos reales. La novela ganó los premios Hugo y Nébula, y en noviembre de 2007 se estrenó una versión cinematográfica en la que John Cusack interpretó al padre adoptivo. Hay cierta controversia en torno a este personaje, ya que David Gerrold y su personaje en la novela son ambos gays, pero en la película el protagonista es un viudo heterosexual.